# 佐兰·约万诺维奇
佐兰·约万诺维奇（羅馬化：Zoran Jovanović，1965年5月25日—），塞尔维亚男子篮球运动员。他曾代表南斯拉夫参加1990年国际篮联世界锦标赛和1991年国际篮联欧洲锦标赛，均获得金牌。